# Rodolfo Bazán
Rodolfo Bazán (Rímac, Departamento de Lima, Perú, 14 de diciembre de 1938) es un exfutbolista y entrenador peruano que jugaba como arquero. Actualmente tiene 86 años.

## Trayectoria
"El Mago" Bazán se formó como arquero en el desaparecido Mariscal Sucre FBC, donde llegó a debutar en 1957. Dos años después pasó al Alianza Lima, club con el que obtuvo el Campeonato Nacional en los años 1962, 1963 y 1965. El Atlético Grau de Piura lo tuvo en sus filas en 1969. 
Para el torneo local de 1970 es contratado por Sporting Cristal, que lo presta al Defensor Arica para que dispute la Copa Libertadores de América. En el cuadro rimense fue campeón a fines de ese año como segundo arquero detrás de Luis Rubiños.
En 1972 se va a Chimbote para jugar con el José Gálvez y en 1973 se retira del fútbol con el Deportivo SIMA del Callao.

## Selección
Disputó 10 encuentros con la selección peruana entre partidos amistosos y oficiales. En 1963 fue el arquero titular de Perú en la Copa América.
Después fue Preparador de Arqueros de Alianza Lima entre 1988 y 1996

## Clubes
| Club               | País | Año         |
| ------------------ | ---- | ----------- |
| Mariscal Sucre FBC | Perú | 1957 - 1958 |
| Alianza Lima       | Perú | 1959 - 1968 |
| Atlético Grau      | Perú | 1969        |
| Defensor Arica     | Perú | 1970        |
| Sporting Cristal   | Perú | 1970 - 1971 |
| José Gálvez        | Perú | 1972        |
| Deportivo SIMA     | Perú | 1973        |

## Selección Peruana

### Participaciones en Copa América
| Torneo            | Sede    | Resultado  |
| ----------------- | ------- | ---------- |
| Copa América 1963 | Bolivia | 5.º Puesto |

## Palmarés

### Campeonatos nacionales
| Título                    | Club             | País | Año  |
| ------------------------- | ---------------- | ---- | ---- |
| Campeón Nacional          | Alianza Lima     | Perú | 1962 |
| Campeón Nacional          | Alianza Lima     | Perú | 1963 |
| Campeón Nacional          | Alianza Lima     | Perú | 1965 |
| Primera División del Perú | Sporting Cristal | Perú | 1970 |